# 天主教首爾總教區
天主教首爾總教區（拉丁語：Archidioecesis Seulensis）是天主教在韓國的教省總教區兼署理平壤教區，也是該國三個總教區之一。下轄春川、仁川、大田、水原、議政府、原州六個教區。另外平壤和咸興教區現為朝鮮民主主義人民共和國領土。教區名義上也管轄黃海道。
1831年自北京教區分設朝鮮宗座代牧區。1962年3月10日被升為總教區。現任總主教為鄭淳澤，榮休總主教為廉洙政。
2011年，有1,406,710名教友，估轄區總人口13.4%，有129個堂區、925名司鐸、503名修士、1,774名修女。主教座堂是著名的明洞聖堂。

## 歷任總主教
- 盧基南（1942-1967），韓國首名國籍主教
- 金壽煥（1968-1998），1969年成為韓國第一位樞機
- 鄭鎮奭（1998-2012），2006年成為樞機
- 廉洙政（2012-2021），2014年成為樞機
- 鄭淳澤（2021-）

## 外部連結
- 首爾總教區網站（页面存档备份，存于）